# 학습동기
학습동기(學習動機)란 개인이 어떤 것을 학습하게끔 하는 힘이나 경향성이다. 학습동기는 일반적으로 내재적 학습동기(intrinsic motivation)와 외재적 학습동기(extrinsic motivation)로 구분한다. 내재적 학습동기는 호기심과 같이 특별히 외적 보상이 없어도 학습하게끔 하는 동기이며, 외재적 학습동기는 외적 보상에 관심을 가져 학습하게끔 하는 것을 말한다.

## 자기결정 이론에 따른 구분
에드워드 데시(Edward Deci, 1942년~), 리차드 라이언(Richard Ryan, 1953년~)은 자기결정 이론을 바탕으로 단순히 내재적 학습동기, 외재적 학습동기 두 가지로 구분하는 것을 넘어서서 여섯 가지 학습동기를 제시하였다.
1. 무동기 : 외부 자극을 주어도 학습에 대한 의욕이 없는 상태
2. 외재적 동기 : 외부 상벌에 의해 행동하는 상태
3. 내사조절 : 부모의 명령, 규칙, 사회적 고정관념 등을 무비판적으로 받아들여 이에 따라 학습하는 상태
4. 동일시 조절 : 외부 관점이 개인 내면으로 편입되어 필요에 따라 학습하는 상태
5. 통합 조절 : 외부 관점이 개인 내면과 통합되어 비교적 자기 결정력이 높은 상태. 외재적 동기이지만 내재적 동기와 가까움[2]
6. 내재적 동기

## 참고 문헌
- 고홍월 (2012). “대학생 학습동기 유형에 따른 학업소진과 학업적 실패내성의 차이” (PDF). 《아시아교육연구》 13 (1). 2017년 12월 20일에 확인함.